# Tour d'Armorique
A Tour d'Armorique é uma antiga carreira ciclista por etapas disputadas em Bretanha, na França. Criado em 1976, estava reservado aos corredores amadores até 1978. Não tem sido organizado em 1979 e é reaparecido em 1980, desta vez reservada aos profissionais. Tem levado o nome de Torre de Bretanha em 1985. A sua última edição tem tido lugar em 1994. Foi entretanto substituído pela Route Adélie em 1996.

## Palmarés
| Ano  | Vencedor              | Segundo                 | Terceiro           |
| 1980 | Patrick Friou         | Yves Hézard             | André Chalmel      |
| 1981 | Bernard Vallet        | Hubert Mathis           | Michel Larpe       |
| 1982 | Bernard Hinault       | André Chappuis          | Régis Clère        |
| 1983 | Jean-François Chaurin | Vincent Barteau         | Christian Seznec   |
| 1984 | Pascal Campion        | Christian Levavasseur   | Jean-Claude Bagot  |
| 1985 | Bruno Wojtinek        | Pierre Le Bigaut        | Ronan Pensec       |
| 1986 | Jörg Müller           | Philippe Leleu          | Bruno Cornillet    |
| 1987 | Thierry Marie         | Dominique Gaigne        | Joël Pelier        |
| 1988 | Soren Lilholt         | Gilbert Duclos-Lassalle | Thierry Marie      |
| 1989 | Laurent Jalabert      | Jean-Claude Colotti     | Stefan Van Leeuwe  |
| 1990 | Roberto Torres        | Franck Pineau           | Éric Caritoux      |
| 1991 | Jérôme Simon          | Dimitri Vassiltchenko   | Jean-Cyril Robin   |
| 1992 | Peter De Clercq       | Greg LeMond             | Franck Pineau      |
| 1993 | Jean-Cyril Robin      | Hendrik Redant          | Cezary Zamana      |
| 1994 | Emmanuel Magnien      | Peter De Clercq         | Christophe Capelle |